# Santa Elena de Arenales
Santa Elena De Arenales, es la capital del Municipio Obispo Ramos de Lora, se encuentra a 60 m s. n. m. en la zona Sur del Lago de Maracaibo, en el Estado Mérida.

## Historia
En 1619 el visitador de la corona española, Alonso Vásquez de Cisneros, estando en territorio Merideño, constató la existencia de una encomienda en el sitio de Guachi (hoy día Guachicapazón), que estaba integrada por un grupo de indígenas que practicaban la agricultura, la caza, la pesca y la recolección. Luego de esto se fundó una ciudad en dicho sitio y cobro importancia cuando se trazo una ruta que transportaba comercio a través de ella.
Aunque originalmente se llamaba Caño Zancudo, la razón de que cambiara de nombre se remonta al siglo XVIII, cuando se crearon dos puertos en el lago de Maracaibo para este pueblo, los puertos fueron bautizados como Santa Elena y Arenales. Luego del descubrimiento del petróleo los puertos fueron destruidos, y el pueblo paso a llamarse Santa Elena de Arenales. El 28 de junio de 1987 la entonces Asamblea Legislativa de la entidad federal, ordenó la creación del municipio Obispo Ramos de Lora y su separación del municipio Andrés Bello.

## Historia contemporánea
Antes de la construcción de la carretera Panamericana, la calidad de vida en dicha zona era baja, por tanto, estaba muy poco poblada. Sin embargo, debía ser atravesada para poder dar curso a los productos que iban o venían desde Maracaibo. Una de las principales dificultades era la vegetación pantanosa del área, es por eso que las pocas poblaciones estaban a orillas del Lago de Maracaibo, lejos del lugar donde se ubica el pueblo hoy en día. La plaga de zancudos, generaba brotes constantes de Paludismo, por lo cual la zona era conocida como Caño Zancudo.
Luego de la construcción y apertura de la Carretera Panamericana en 1954, se comenzó a realizar una gran labor de saneamiento en la zona, sumada al esfuerzo del gobierno por erradicar el paludismo; esto permitió que la zona aumentara su calidad de vida y se desarrollara en el sector agrícola, debido a su ubicación estratégica, en la cual convergen distintas vías que comunican 3 ciudades (Mérida, El Vigía, Valera) y otras localidades del estado.
Durante los últimos años la economía del pueblo se ha visto favorecida vertiginosamente, dando paso al sector de servicios, aun cuando los servicios públicos de agua y electricidad no son eficientes dado a continuos cortes y fallas.

## Clima
Al igual que toda la zona Sur del Lago; debido a su situación geográfica, la zona presenta una temperatura media de 33 C°, llegando fácilmente a temperaturas máximas de 43 C°. Las temperaturas mínimas no bajan de 22 C°, las cuales se alcanzan durante la noche. Las precipitaciones son regulares durante todo el año.